# Edendale (Neuseeland)
Edendale ist ein kleiner Ort im Southland District der Region Southland auf der Südinsel vom Neuseeland.

## Geographie
Der Ort liegt rund 35 km nordöstlich von Invercargill in den Southland Plains zwischen Gore im Norden und Invercargill im Südwesten.

## Bevölkerung
Zum Zensus des Jahres 2013 zählte der Ort 555 Einwohner, 8,2 % mehr als zur Volkszählung im Jahr 2006.

## Wirtschaft
Die Firma Fonterra betreibt in Edendale eine Verarbeitungsanlage für Milchpulver, die laut eigener Aussage seit einer technischen Aufrüstung im Jahre 2009 die weltweit größte sein soll.

## Verkehr
Edendale ist sowohl an den New Zealand State Highway 1 angeschlossen, der von Invercargill kommend den Ort mit Gore verbindet.
Edendale liegt an der Bahnstrecke Lyttelton–Invercargill. Die Eisenbahn erreichte den Ort 1875. Hier zweigte die Bahnstrecke Edendale – Glenham (Wyndham Branch) ab, die von 1890 bis 1930 in Betrieb war. Nachdem im Februar 2002 der Southerner eingestellt wurde, findet auf der Strecke Lyttelton–Invercargill ausschließlich noch Güterverkehr statt.

## Persönlichkeiten
- Der Motorradrennfahrer Burt Munro wurde 1899 in Edendale geboren.